# Naohiro Ishikawa
Naohiro Ishikawa (石川 直宏 Ishikawa Naohiro?,  nacido el 12 de mayo de 1981 en Kanagawa) es un exfutbolista japonés que se desempeñaba como centrocampista.
Ishikawa fue elegido para integrar la selección nacional de Japón para los Juegos Olímpicos de Verano de 2004. Ishikawa jugó 6 veces para la selección de fútbol de Japón entre 2003 y 2012.

## Trayectoria

### Clubes
| Club                | País  | Año         |
| ------------------- | ----- | ----------- |
| Yokohama F. Marinos | Japón | 2000 - 2002 |
| FC Tokyo            | Japón | 2002 - 2017 |

### Selección nacional
| Selección | País  | Año         |
| --------- | ----- | ----------- |
| Absoluta  | Japón | 2003 - 2012 |

## Estadística de equipo nacional
| Selección de Japón | Selección de Japón | Selección de Japón |
| Año                | Part.              | Goles              |
| ------------------ | ------------------ | ------------------ |
| 2003               | 1                  | 0                  |
| 2004               | 1                  | 0                  |
| 2005               | 0                  | 0                  |
| 2006               | 0                  | 0                  |
| 2007               | 0                  | 0                  |
| 2008               | 0                  | 0                  |
| 2009               | 2                  | 0                  |
| 2010               | 1                  | 0                  |
| 2011               | 0                  | 0                  |
| 2012               | 1                  | 0                  |
| Total              | 6                  | 0                  |

## Palmarés

### Títulos nacionales
| Título             | Club                | País  | Año  |
| ------------------ | ------------------- | ----- | ---- |
| Copa J. League     | Yokohama F. Marinos | Japón | 2001 |
| Copa J. League     | FC Tokyo            | Japón | 2004 |
| Copa J. League     | FC Tokyo            | Japón | 2009 |
| Copa del Emperador | FC Tokyo            | Japón | 2011 |

### Distinciones individuales
| Distinción        | Año  |
| ----------------- | ---- |
| J. League Best XI | 2009 |